# Typhlamphiascus bouligandi
Typhlamphiascus bouligandi är en kräftdjursart som beskrevs av Soyer 1971. Typhlamphiascus bouligandi ingår i släktet Typhlamphiascus och familjen Diosaccidae. Inga underarter finns listade i Catalogue of Life.